# Midouze
A Midouze folyó Franciaország területén, az Adour jobb oldali mellékfolyója.

## Földrajzi adatok
A folyó Landes megyében, Mont-de-Marsan-nál keletkezik a Midou és a Douze összefolyásával, és Tartas-nál torkollik az Adourba. Hossza 151,5 km. A vízgyűjtő terület nagysága 3590 km², átlagos  vízhozama 20,5 m³ másodpercenként.

## Megyék és városok a folyó mentén
- Landes : Mont-de-Marsan, Tartas.

Mellékfolyója az Estrigon.